# Арнор
А́рнор (синд. Arnor, «королевские земли») — в легендариуме Дж. Р. Р. Толкина северное королевство дунэдайн в Средиземье, основанное Элендилем в 3320 году Второй эпохи. Фактически просуществовало до 862 года Третьей эпохи.
Королевство находилось между Мглистыми горами на востоке и Эред Луин — на западе. На юге граница проходила по рекам Митейтель и Гландуину, сливавшимся возле Тарбада.
В дни расцвета Арнор включал в себя почти весь Эриадор, лежащий между Гватло, Бруиненом и заливом Лун, а также область, позднее ставшую известной как Шир. Население Арнора состояло из дунэдайн в западных и центральных районах, смешанного населения и аборигенов (часть которых с неохотой приняли подданство Арнора, особенно в Рудауре и отчасти — в Энедвейте и Минхириате) на востоке и юге. Столица королей располагалась в Аннуминасе на озере Ненуиал.

## История

### Основание и первые годы Арнора
Арнор был основан в конце Второй Эпохи (3320 г. В. Э.) родичем королей Нуменора Элендилом Высоким, чьи сыновья Исилдур и Анарион в то же время основали Гондор. История двух этих королевств сильно переплетена; оба они известны как Королевства дунэдайн в изгнании.
Перед основанием Арнора на его территории уже жило довольно значительное нуменорское население — результат медленной эмиграции из Нуменора, которая началась ещё при Тар-Менельдуре и особенно усилилась при Тар-Алдарионе. Многие из них жили в гавани Виньялондэ, которая позже называлась Лонд Даэр. Перед прибытием дунэдайн в Арноре жили так называемые «люди сумерек» (англ. Men of Twilight) — дальние родичи эдайн, не посещавшие в Первую Эпоху Белерианд; поэтому ранние нуменорские колонисты довольно быстро смешались с местным коренным населением. Арнор изначально рассматривался как более привлекательная область по сравнению с более южным Гондором, поскольку эльфы — нолдор, чьим правителем был представитель Дома Финвэ Гил-Галад, жили в соседнем Линдоне. Но в более позднее время, когда нуменорцы подпали под тень Саурона, они начали селиться дальше к югу, в портовых городах, таких, как Пеларгир (колония Верных нуменорцев) и Умбар (колония Людей Короля). Таким образом, Элендил прибыл в местность, населённую людьми, которые, в отличие от его современников в самом Нуменоре, всё ещё сохраняли хорошие отношения с эльфами, и которые, в отличие от живущих на юге (южнее Пеларгира), сохраняли память о Древних Днях. Однако в войне Последнего союза Арнор потерял большую часть населения, и арнорская армия вернулась, напоминая призрак самой себя.
Второй король Арнора, Исилдур (который также был и королём Гондора, где он правил совместно со своим братом, Анарионом), был убит во 2 год Т. Э. орками в сражении на Ирисных полях. Его три старших сына, среди которых был Элендур, который мог бы стать самым великим правителем дунэдайн в изгнании, погибли вместе с ним. Из всех сыновей Исилдура выжил только самый младший, Валандил, поскольку по своему малолетству он не принимал участия в войне Последнего Союза и всё это время вместе с матерью оставался в Ривенделле. В 10 году Т.Э., после нескольких лет регентства своей матери, Валандил стал третьим королём Арнора.
В течение нескольких столетий правители Арнора называли себя Верховными Королями, следуя примеру Элендила, который напрямую управлял Арнором, будучи одновременно и сюзереном Гондора; правители же Гондора, напротив, называли себя просто королями. Тем не менее Валандил и его потомки никогда не предпринимали попыток утвердить своё верховное владычество над Гондором, и после смерти Исилдура оба королевства развивались как равные и независимые государства.

### Расцвет и начало упадка
С победой в войне Последнего союза власть дунэдайн Арнора и Гондора достигла своего апогея. Короли Арнора и Гондора владычествовали над огромной территорией от залива Форохел до реки Порос на южных границах Итилиэна и от Синих гор до Гор Мрака. Но в реальности могущество Арнора была сильно подточено войной и катастрофой на Ирисных полях, и северные дунэдайн никогда уже не оправились от своих потерь. Первые несколько столетий Третьей Эпохи были сравнительно спокойными, но очевидно, что население Арнора начало сокращаться уже в этот ранний период.

### Гражданская война и распад
Старший сын, Амлайт, претендовал на власть над всем Арнором, но в результате удержал только северо-западные области Артэдайн в качестве своего королевства. Остальные два сына, соответственно, основали королевства Кардолан и Рудаур. Бывшая столица единого Арнора, Аннуминас, хотя и осталась во владении Артэдайна, была покинута жителями и разрушилась, а столица была перенесена в Форност.
Это разделение ещё более ускорило разделение северных дунэдайн. Три королевства то и дело сотрясали мелкие приграничные конфликты и споры, однако отношения Артэдайна и Кардолана в целом оставались относительно мирными. Рудаур же, в отличие от них, проявлял весьма недружественную политику по отношению к двум своим соседям и в итоге развязал серьёзную войну с Кардоланом и Артэдайном за обладание башней Амон Сул и её палантиром.
Около 1300 г. Т. Э. в междоусобицу королевств дунэдайн впервые вмешались силы Тьмы — Король-чародей, восстал в горах к северо-востоку от Арнора, где он основал собственное королевство — Ангмар. Позже обнаружилось, что он же был предводителем назгулов, которые после первого низвержения Саурона в 3434 г. В.Э. в ходе войны Последнего союза были рассеяны, но тем не менее сумели выжить.

### Гибель
Последние короли Рудаура были не нуменорского происхождения, а напротив — потомками людей, состоявших на службе Ангмара. Под их правлением Рудаур открыто стал вассалом Ангмара и, соответственно, врагом Кардолана и Артэдайна. Постоянные войны с Ангмаром начали изматывать силы Артэдайна, а земли Кардолана Ангмар аннексировал и уничтожил в 1409 г. Т.Э. К этому времени последние дунэдайн уже покинули эти земли, как и большинство прочих его обитателей, за исключением местных племён людей холмов, бывших вместе с орками и троллями главной опорой Короля-Чародея.
Формально с гибелью Кардолана и исчезновением Рудаура Артэдайн стал единственным наследником Арнора, но это королевство было уже жалким подобием некогда огромного и мощного государства, которым был Арнор до 861 г. Т. Э. С большим трудом Арнор отстоял Форност и с помощью эльфов Линдона, Имладриса и Лориэна надолго отбросил Ангмар, но краткое возрождение прервало Чёрное Поветрие, убившее последних дунэдайн Кардолана и усиленный натиск Ангмара. После пресечения Дома Анариона король Арведуи заявил о своих претензиях на трон Гондора как прямой потомок Исилдура и зять последнего гондорского короля, но наместник и знать Гондора выбрали королём Эарнила, который правда обещал помощь против Ангмара. Однако быстро прибыть гондорцам помешали шторма и ангмарцы обрушились на Форност, стремясь не допустить подхода гондорцев и эльфов. Дни Арнора были сочтены: в 1974 году Т. Э., когда Король-Чародей захватил Форност, Артэдайн был окончательно разгромлен и немногие уцелевшие во главе с принцем Аранартом укрылись за Синей рекой где их приютил Кирдан. На следующий год, в пирровой победе, одержанной в Битве при Форносте, коалиция эльфов, сил Гондора и остатков арнорских армий уничтожила Ангмар и освободила Форност, позже эльфы и гондорцы истребили всех орков, холмовиков и троллей до Мглистых гор. Правда, восстанавливать королевство было уже почти некому: население Арнора было по большей части уничтожено в войнах, хотя хоббиты выжили в Шире, люди — в Пригорье и, возможно, ещё в нескольких деревнях, а дунэдайн Арнора переселились в Угол, к югу от Ривенделла, где некоторые из них стали следопытами Севера. Принц Аранарт отрёкся от королевского титула и стал первым Вождём следопытов. С помощью эльфов эти люди оставались сокрытыми от остального Средиземья и стали изолированным, странствующим народом, хранящим Эриадор от тварей Тьмы, уцелевших после падения Карн-Дума или вторгшихся позднее. Прочие обитатели Арнора понемногу забывали и о королевстве, и о том, что их покой кто-то хранит, считая следопытов чуть ли не бродягами и разбойниками.

### Воссоединённое королевство
В 3019 году Т. Э. король Арагорн под именем Элессара воссоздал королевство Арнор как часть Воссоединённого королевства и снова сделал Аннуминас его столицей. После падения Саурона Арнор снова стал безопасен для людского населения и, хотя он и оставался менее населённым, чем Гондор на юге, со временем превратился в более густонаселённый регион (хотя и уменьшился в размерах с получением Широм независимости).

## Регионы Арнора

### Артэдайн
Название Артэдайн (синд. Arthedain), видимо, означало на местном диалекте синдарина «страна эдайн» (полная форма — Гвайт-ин-эдайн, (синд. Gwaith-in-edain)).
Артэдайн был ограничен на севере заливом Форохел, на западе — заливом Лун, на востоке — Ветреными холмами, а на юге — Берендуином. Кардолан и Рудаур находились, соответственно, к югу и востоку от него.
Столица королевства находилась в Форносте, а Пригорье было одним из его важных городов. Аннуминас также находился на территории Артэдайна, но он был почти полностью покинут и разрушался.
Около 1300 г. Т. Э. на северо-восточной границе Артэдайна появилось королевство Ангмар. Его король был вождём назгулов, Королём-чародеем, хотя это ещё и не было известно дунэдайн. Рудаур, с помощью Ангмара, напал на Артэдайн в 1356 г. Т. Э. В этом конфликте погиб Аргелеб I. Когда появилась эта новая угроза, Кардолан перешёл под власть Артэдайна, который снова начал называть себя Арнором. Кардолан постоянно присылал войска в Артэдайн в час нужды, но к 1409 г. Т. Э. и Кардолан, и Рудаур были завоёваны Ангмаром, а Артэдайн выстоял только благодаря помощи эльфийских войск из Лориэна и Линдона.
После 1409 г. власть Ангмара временно ослабла, и Северное королевство жило в относительном мире, хотя его население продолжало сокращаться. В реальности это сокращение было настолько серьёзным, что в 1601 г. Аргелеб II пожаловал большую часть лучших земель Артэдайна хоббитам-мигрантам, поскольку эти земли стали совершенно пустынными и не обрабатывались. Таким образом, королевство Артэдайн включало в себя и Шир, однако с 1979 г. хоббиты, жившие там, выбирали Тана, который представлял в Шире королевскую власть.
Артэдайн не так сильно пострадал от Великой Чумы, и можно предположить, что военные конфликты с Ангмаром возобновились в полной мере где-то после 1800 г. В частности, упоминается победа короля Аравала над Ангмаром 1851 г., хотя источники сведений об истории королевства до начала XX века Третьей Эпохи являются довольно поверхностными. Известно только то, что Артэдайн провёл свои последние годы в отчаянном противоборстве с Ангмаром, не обладая войсками и ресурсами, достаточными для того, чтобы выиграть войну.
В 1940 г. Артэдайн, где правил сын Аравала, Арафант, заключил союз с Гондором, хотя в итоге выяснилось, что ни одно из государств не смогло своевременно предоставить военную помощь другому: Король-Чародей принялся атаковать Артэдайн с ещё большей энергией, а Гондор с трудом отбил массированное вторжение Людей Повозок (1944 г.), что сделало на долгие годы невозможным для него отправку больших воинских соединений в другие государства.
Арафант и его наследник Арведуи держались против Ангмара до последних сил. В 1973 г. Арведуи понял, что дни королевства сочтены, и обратился в Гондор за помощью. В ответ король Гондора, Эарнил II послал на север флот под командованием своего сына, Эарнура. Но было уже слишком поздно: в начале 1974 года Король-Чародей взял штурмом Форност и оккупировал Артэдайн, и сыновья короля, как и большинство остальных дунэдайн, были вынуждены спасаться бегством за рекой Лун. Сам Арведуи бежал на север и погиб в кораблекрушении в начале 1975 г., унеся с собой в пучину моря палантиры Аннуминаса и Амон Сул. Флот Эарнура достиг Линдона уже после смерти Арведуи. Соединённая армия Гондора, Линдона и Ривенделла вместе с остатками войск из бывшего Северного королевства разгромила армию Ангмара в Битве при Форносте.
Хотя военная угроза со стороны Ангмара была устранена, Северное королевство прекратило своё существование. Долгие войны и серия природных катаклизмов сделали своё дело: население Эриадора сильно уменьшилось, особенно это коснулось дунэдайн, которые теперь были крайне малочисленны и не могли более называться нацией. В 1976 г. Т. Э. Аранарт, старший сын Арведуи, взял титул Вождя дунэдайн. Он и его потомки возглавляли Следопытов Севера, Арагорн II был шестнадцатым из них до тех пор, пока он не восстановил королевство Арнор в 3020 г. Т. Э.

### Кардолан
Название Кардолан — эльфийского (синдаринского) происхождения. Исследователи дают ему разное толкование, например «страна красных камней» или «красная вершина».
Границы Кардолана проходили по реке Берендуин (Брендивайн) на западе, реке Митейтель (Седонне) — на востоке и реке Гватло — на востоке и юге. Северной границей Кардолана была Великая восточная дорога.
После того, как Кардолан стал самостоятельным княжеством, он стал притязать на Ветреные холмы, принадлежавшие Артэдайну, на которых располагалась крепость Амон Сул (Заветерь) и её ценный палантир. По этой же причине, в итоге, на Ветреные холмы претензии предъявил также и Рудаур. Два других палантира находились во власти Артэдайна.
В 1050 г. Т. Э. ветвь хоббитов, известная как мохноноги, пересекла Мглистые горы и поселилась в Южных холмах к западу от Кардолана. Спустя столетие к ним присоединились лесовики.
Когда в северном Эриадоре появилось королевство Ангмар, Кардолан стал самым важным союзником Артэдайна в борьбе с объединёнными силами Ангмара и Рудаура. В 1356 г. Аргелеб I, король Артэдайна, был убит в битве с Рудауром, теперь ставшим союзником Ангмара. В течение некоторого времени Кардолан и Артэдайн могли сдерживать натиск Ангмара, в последние годы существования Кардолана дунэдайн удалось также укрепиться в Тирн Гортад (Могильниках), но в 1409 г. огромная армия Ангмара вторглась в Кардолан и опустошила его. Помощи от Артэдайна практически не поступило, поскольку он сам подвергся нападению. Последний король Кардолана погиб в этом конфликте, а сам Кардолан был уничтожен. В то время как Артэдайн смог восстановить часть своих сил, Кардолан был не в состоянии этого сделать, и область Могильников вошла в хоббитские легенды как таинственное и опасное место.
В 1636 г. Великая Чума унесла жизнь короля Гондора и погубила Белое Древо Гондора. После этого она распространилась на север по Великой дороге, соединявшей два королевства, и катастрофически сократила население Минхириата. Примерно в это же время чума также убила и последних дунэдайн, прятавшихся в Тирн Гортад, и там поселились злые духи. Те немногие, кто выжил в Кардолане, не смогли предоставить никакой помощи Артэдайну в 1974 г., когда Ангмар, наконец, одолел последнее из королевств бывшего Арнора. До конца Третьей Эпохи дунэдайн Кардолана были только воспоминанием, а их могилы и курганы были населены умертвиями, посланными из Ангмара (следопыты Севера, скитавшиеся по землям Арнора, были в основном дунэдайн Артэдайна). Единственным местом, где в бывшем Кардолане сохранялись значительные поселения, располагалось вдоль дороги с Севера на Юг, недалеко от Тарбада, однако в 2912 г. страшные наводнения опустошили эти низменности и уничтожили Тарбад.

### Рудаур
Название Рудаур (синд. Rhudaur), видимо, означало на местном диалекте синдарина «восточные леса» (полная форма — Рунтаур (синд. Rhûntaur)). И действительно, Рудаур был самым восточным из трёх королевств Эриадора. Он протянулся от Ветреных холмов с господствующей вершиной Заветерь (Амон Сул) до реки Бруинен (Гремячей). Рудаур имел длинную границу с Кардоланом по Великой восточной дороге и с Артэдайном — по цепи Ветреных холмов.
Южнее дороги располагалась земля, лежавшая между реками Бруинен и Митейтель (Седонной), которая тоже считалась частью Рудаура. Она называлась Углом (англ. The Angle), и именно там первые хоббиты-хваты вошли в Эриадор около 1150 г. Т.Э. Однако из-за возрастающей враждебности Ангмара хваты бежали из этого региона в 1356 г., при этом некоторые из них осели на западе, в Шире, другие же переселились в Пустоши.
Дунэдайн, жившие в Рудауре, всегда были малочислены и составляли только небольшой процент населения. С начала своего существования в качестве независимого королевства Рудаур всегда выказывал враждебность по отношению к двум другим королевствам-наследникам Арнора, в частности, он развязал длительную войну с Кардоланом за обладание Амон Сул и палантиром, хранившимся в этой башне.
С течением времени в населении Рудаура начали преобладать более многочисленные люди холмов (англ. Men of Hills), и один из их вождей, тайно заключивший союз с Ангмаром, отнял власть у дунэдайн в XIV веке Третьей Эпохи. В 1356 г. в бою с объединённой армией Рудаура и Ангмара погиб король Артэдайна Аргелеб I; хоббиты-хваты же, жившие на юге Рудаура и опасавшиеся Ангмара, бежали на юг, в Дунланд, либо на восток, через горы, в долину Андуина. Ангмар аннексировал и уничтожил Рудаур в 1409 г. Т. Э., к этому моменту последние из его дунэдайн были либо убиты, либо бежали из страны.
Великая Чума 1636 г. опустошила Эриадор. Это приостановило военные конфликты с Ангмаром почти на 150 лет, поскольку ни Ангмар, ни Рудаур не избежали этой напасти. Но самый сокрушительный удар был нанесён в 1975 г.: Артэдайн и Кардолан пали под ударами совместных сил Рудаура и Короля-чародея в предыдущем году, но армии Ангмара сами были уничтожены пришедшими на выручку остаткам воинов Артэдайна армиями Гондора и Линдона. Король-Чародей бежал на север, а люди холмов исчезли из истории Средиземья. От северных границ до Великой восточной дороги Рудаур стал страной троллей, путешествующие до этой дороге обычно старались двигаться быстро и не заходить в Тролличье нагорье.
После разгрома Ангмара в Битве при Форносте Угол стал домом для остатков дунэдайн, в частности, следопыты Севера основали там несколько деревень и жили там вплоть до восстановления Северного королевства при короле Элессаре в конце Третьей Эпохи. Но Северный Рудаур оставался диким и опасным местом в течение всей этой Эпохи: Арадор был убит там горными троллями в 2930 г., а его сын Араторн II пал в битве с орками в 2933 г. Также в 2941 г. тролли захватили в плен отряд Торина (что описано в начале «Хоббита»).

### Форност
Форност Эрайн (синд. Fornost Erain, в переводе — «северная крепость королей», на вестроне — Северин Королевский) — город в Эриадоре на севере Средиземья. Располагался в южной оконечности Северных холмов, на расстоянии около 100 нуменорских миль от Пригорья; когда Форност был покинут, место его расположения стало известно как «Плотина мертвецов» (англ. Deadman's Dike, в некоторых переводах название удачно передаётся как Покойницкая Гать), и посещали его только следопыты Севера. Во времена действия «Властелина Колец» Форност уже был заброшен «…около тысячи лет, и даже руины Северной крепости королей поросли травой».
Точно неизвестно, когда был основан Форност или когда короли Арнора переехали туда из Аннуминаса, но легенды гласят, что это произошло около 861 г. Т.Э., когда умер король Эарендур, и Арнор был разделён на три королевства, а Форност стал столицей крупнейшего из них — Артэдайна.
Впервые Форност был атакован силами Короля-Чародея в 1409 г., когда обрушилась система защиты границ Артэдайна после штурма системы фортов в Ветреных холмах. Однако нападение на город было успешно отражено юным королём Арафором, и катастрофы тогда удалось избежать.
В 1974 г. Артэдайн был захвачен превосходящими силами Ангмара; они овладели Форностом, а король Арведуи бежал в северные пустоши и погиб в ледяном заливе Форохел. В следующем году флот из Гондора под предводительством Эарнура пришёл в Митлонд, и гондорские воины вместе с эльфами Линдона разгромили силы Короля-Чародея на равнине к западу от Форноста (однако самому Королю-чародею удалось бежать).
Форност разрушился после уничтожения Артэдайна и превратился, как уже было сказано, в «Плотину мертвецов». Однако Гэндальф указывал трактирщику Барлиману, что Форност, скорее всего, будет отстроен заново королём Элессаром.

## Литературная критика
Исследователи отмечают, что роль Арнора в произведениях Толкина заключается в том, чтобы наиболее полно раскрыть все аспекты роли Гондора в рассказе. В частности, указывается, что Арнор и Гондор олицетворяют собой классическую дихотомию света и тьмы, благословения и забвения, зла и добра. В Арноре присутствует постепенное умаление былого величия потомков Элендила и отсутствует Белое Древо, а его города постепенно превращаются в руины. В то же время, в Гондоре существует хорошо укреплённая и населённая столица с почтительным, почти священным отношением к Белому Древу и хорошо вооружённым войском.
Разделение нуменорских земель на два королевства напоминает раздел Римской империи на Западную и Восточную. В отличие от Гондора, который стремительно развивался и расширял свои территории, чем напоминал Византийскую империю времён Юстиниана, Арнор быстро пришёл в упадок и дальнейшая его судьба напоминает историю Западной Римской империи. Распад Арнора на Артэдайн, Кардолан и Рудаур сравнивают с разделом Франкского государства в 511 году между сыновьями короля Хлодвига I.